# Diego Pisador
Diego Pisador (1509 / 1510? - después de 1557) fue un vihuelista y compositor español del Renacimiento. 

## Vida
Apenas se conocen detalles de su vida, ni siquiera las fechas exactas de su nacimiento y defunción. Se cree que nació en Salamanca alrededor del año 1509 o 1510. Fue el hijo mayor de Alonso Pisador y de Isabel Ortiz, quienes se casaron en 1508. El padre de Isabel Ortiz, Alonso de Fonseca, Arzobispo de Santiago, fue un gran mecenas de la música. Alonso Pisador, trabajó como notario de la audiencia del arzobispo y en 1524, se traslada a Toledo siguiendo sus pasos. Allí entra al servicio del conde de Monterrey, posiblemente Alonso de Acevedo y Zúñiga, quién a su vez era nieto de Alonso de Fonseca.
En 1526 Diego Pisador tomó órdenes menores, aunque no tenemos constancia de que siguiera la carrera eclesiástica. 
En 1532, su padre, Alonso Pisador, se traslada a Galicia siguiendo a Alonso de Acevedo y Zúñiga, como corregidor de Monterrey. Ya no volvería a Salamanca hasta 1551, una vez fallecida su mujer en septiembre de 1550. Durante esta etapa de abandono familiar, Diego Pisador permanece en Salamanca al cuidado de su madre y su hermano pequeño. Se hace cargo de los asuntos económicos de la familia y del puesto de mayordomo (administrador) de la ciudad de Salamanca, que había ostentado su padre.
A la muerte de la madre, Diego heredó la mayor parte de la herencia familiar, a lo cual se opuso su hermano menor. Inicialmente, el padre apoyó a Diego en ésta disputa, pero le conminó a casarse y a abandonar su trabajo en el libro de vihuela que le ocupaba por aquel entonces. Cuando el padre volvió poco después a Salamanca, cambió de opinión, apoyó al otro hijo y obligó a Diego a abandonar el hogar familiar. Se sabe que en 1553, Diego vendió la casa y que todavía en 1557, padre e hijo seguían enfrentados.

## Libro de música de vihuela

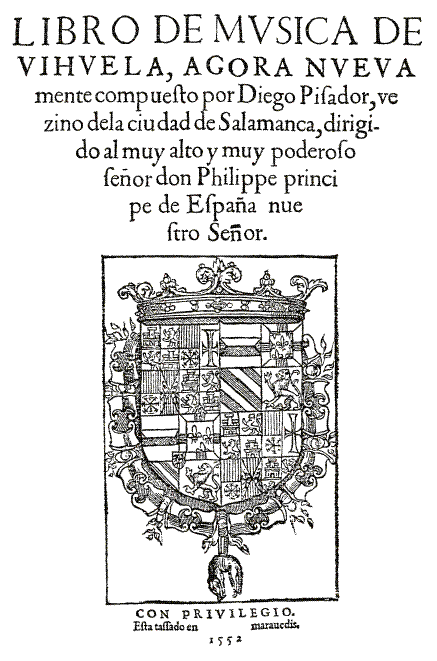
Portada de Libro de música de vihuela.

En 1552 publicó un libro de obras para vihuela titulado Libro de música de vihuela, dedicado a Felipe II. Está dividido en 7 libros y consta de 93 piezas, aunque si consideramos, como Pisador hizo, cada una de las partes de las misas como una obra separada, tendremos un total de 186 piezas.
En el primer libro incluye romances (con diferencias), sonetos y canciones de baile; en el segundo, doce villancicos; en el tercero, 24 fantasías. Los dos libros siguientes incluyen ocho misas de Josquin; el sexto, trece motetes de autores extranjeros (Josquin des Prés, Jean Mouton, Adrian Willaert, Nicolas Gombert) y españoles (Juan García de Basurto, Cristóbal de Morales). El último recoge canciones italianas, españolas y francesas.

## Discografía
- Véase la sección de discografía de: Libro de música de vihuela (discografía).